# آرشي برادلي
آرشي برادلي (بالإنجليزية: Archie Bradley)‏ (4 يناير 1897 - 27 مارس 1969) هو لاعب دوري الرغبي وملاكم أسترالي.